# To the Sky
«To the Sky» (макед. Таму кај што припаѓам, англ. There where I belong, рус. Там где я принадлежу) — песня в исполнении македонской певицы Тияны Дапчевич, с которой она представила Македонию на конкурсе песни «Евровидение-2014».
Песня была выбрана путём внутреннего отбора, организованного македонским национальным вещателем «MRT», что позволило Тияне представить свою страну на международном конкурсе песни «Евровидение-2014», который прошёл в Копенгагене, Дания.

## Список композиций
| №  | Название                          | Длительность |
| -- | --------------------------------- | ------------ |
| 1. | «To the Sky» (Where Do We Go Now) | 3:14         |